# Alexander Steen Olsen
Alexander Steen Olsen (ur. 18 sierpnia 2001) – norweski narciarz alpejski, srebrny medalista mistrzostw świata i dwukrotny medalista mistrzostw świata juniorów.

## Kariera
Po raz pierwszy na arenie międzynarodowej pojawił się 27 listopada 2017 roku w Hemsedal, gdzie w zawodach FIS zajął 54. miejsce w supergigancie. W 2020 roku wystartował na mistrzostwach świata juniorów w Narwiku, zajmując 20. miejsce w tej samej konkurencji. Podczas mistrzostw świata juniorów w Panoramie dwa lata później zwyciężył w slalomie i slalomie gigancie.
W zawodach Pucharu Świata zadebiutował 27 lutego 2021 roku w Bansku, gdzie nie ukończył pierwszego przejazdu giganta. Pierwsze pucharowe punkty wywalczył 19 marca 2022 roku w Courchevel, zajmując 10. miejsce w tej samej konkurencji. Na podium zawodów tego cyklu pierwszy raz stanął 26 lutego 2023 roku w Palisades Tahoe, wygrywając rywalizację w slalomie.
Podczas mistrzostw świata w Courchevel/Méribel w 2023 roku wraz z kolegami i koleżankami z reprezentacji zdobył srebrny medal w zawodach drużynowych. Zajął tam także siódme miejsce w gigancie równoległym.

## Osiągnięcia

### Mistrzostwa świata
| Miejsce | Dzień     | Rok  | Miejscowość        | Konkurencja       | Czas biegu | Strata | Zwycięzca         |
| ------- | --------- | ---- | ------------------ | ----------------- | ---------- | ------ | ----------------- |
| 2.      | 14 lutego | 2023 | Courchevel/Méribel | Drużynowo         | –          | –      | Stany Zjednoczone |
| 7.      | 15 lutego | 2023 | Courchevel/Méribel | Gigant równoległy | –          | –      | Alexander Schmid  |
| DNF2    | 14 lutego | 2025 | Saalbach           | Gigant            | 2:39,71    | –      | Raphael Haaser    |
| DNF1    | 16 lutego | 2025 | Saalbach           | Slalom            | 1:54,02    | –      | Loïc Meillard     |

### Mistrzostwa świata juniorów
| Miejsce | Dzień   | Rok  | Miejscowość | Konkurencja | Czas biegu | Strata | Zwycięzca         |
| ------- | ------- | ---- | ----------- | ----------- | ---------- | ------ | ----------------- |
| 29.     | 8 marca | 2020 | Narwik      | Supergigant | 1:06,47    | +2,93  | Stefan Rieser     |
| 16.     | 3 marca | 2021 | Bansko      | Supergigant | 49,70      | +1,33  | Giovanni Franzoni |
| DSQ1    | 4 marca | 2021 | Bansko      | Gigant      | 1:45,33    | –      | Lukas Feurstein   |
| DNF1    | 5 marca | 2021 | Bansko      | Slalom      | 1:40,36    | –      | Benjamin Ritchie  |
| 7.      | 7 marca | 2022 | Panorama    | Drużynowo   | –          | –      | Kanada            |
| 1.      | 8 marca | 2022 | Panorama    | Gigant      | 2:39,24    | –      | –                 |
| 1.      | 9 marca | 2022 | Panorama    | Slalom      | 1:33,11    | –      | –                 |

### Puchar Świata

#### Miejsca w klasyfikacji generalnej
- sezon 2020/2021: –
- sezon 2021/2022: 113.
- sezon 2022/2023: 21.
- sezon 2023/2024: 13.
- sezon 2024/2025: 14.

#### Miejsca na podium w zawodach
1. Palisades Tahoe – 26 lutego 2023 (slalom) – 1. miejsce
2. Bansko – 10 lutego 2024 (gigant) - 2. miejsce
3. Sölden – 27 października 2024 (gigant) – 1. miejsce
4. Alta Badia – 22 grudnia 2024 (gigant) - 3. miejsce
5. Schladming – 28 stycznia 2025 (gigant) – 1. miejsce